# Trasiwulos Zaimis
Trasiwulos Zaimis (gr. Θρασύβουλος Ζαΐμης; ur. 29 października 1822 w Kalawricie, zm. 27 października 1880 w Atenach) – grecki polityk. W latach 1855 i 1860 był przewodniczącym Izby Reprezentanów, a w latach 1874 i 1876–1877 przewodził jednoizbowemu Parlamentowi Grecji. Pełnił funkcję premiera dwukrotnie (1869–1870, 1871).